# 那珂川市立那珂川中学校
那珂川市立那珂川中学校（なかがわしりつ なかがわちゅうがっこう）は、福岡県那珂川市にある公立中学校。

## 沿革
- 1966年 - ダム建設などによる町のリストラにより町立天徳中学校と町立南畑中学校を統合し、町唯一の中学校である那珂川町立那珂川中学校として開校。
- 1980年 - 人口増により那珂川南中学校を分離開校
- 2004年 - 人口増により那珂川北中学校を分離開校
- 2018年10月1日 - 市制施行に伴い那珂川市立那珂川中学校に改称[1]。

## 概要
市名の由来ともなっている那珂川のほとりにある。
後野（うしろの）地区に分校があるがそう遠くない場所に後に那珂川北中学校が開校した。但し後野地区はあくまでも本校の通学区域である。

## 所在地
本校
福岡県那珂川市仲三丁目19番1号
後野分校
福岡県那珂川市大字後野279番地2

## 交通
西鉄バス「那珂川中学校前」バス停すぐ

## 周辺
- ミリカローデン那珂川

## 特記事項
福岡放送と特に親しい仲である。体育の授業では2007年からその一環として3年生がクラス毎・男女別に計4つのチームに再編成された上で、毎年7月原則全員参加による「シンクロフェスティバル」が開かれ、チームごとに優勝を目指し争う。また1・2年生、生徒の保護者も見学できる全校規模の学校行事となっている。
その模様は練習の段階から同局が取材し基本的に海の日の『めんたいワイド』で放送されている。ちなみに、番組によると2011年の時点において5回全て男子チームの優勝に終わっているとのことだが、各チームとも毎年しのぎを削っており、2011年は優勝チーム以外が皆横一線であった。